# Basil Gray
Basil Gray (* 21. Juli 1904 in Kensington, London; † 10. Juni 1989 in Oxford) war ein englischer Kunsthistoriker und Leiter der Orientalischen Abteilung (Abteilung Asien) des British Museum.

## Leben und Wirken
Basil Gray wurde 1904 in Kensington als Sohn von Charles Gray und Florence Elworthy Cowell geboren. Sein Vater war Chirurg beim Royal Army Medical Corps. Er besuchte die Bradfield School und studierte in den 1920er Jahren am New College in Oxford.
Nach seinem Abschluss 1927 reiste Gray zu Studienzwecken nach Wien. In Wien blieb er drei Monate und hörte Vorlesungen bei Josef Strzygowski und schloss Freundschaft mit dem Kunsthistoriker Otto Demus. Anschließend arbeitete er auf Einladung von Stanley Casson zusammen mit dem Kunsthistoriker David Talbot Rice an den Ausgrabungen der British Academy im Palast der byzantinischen Kaiser in Konstantinopel.
Nach seiner Rückkehr nach England trat er am 10. Dezember 1928 in das Department of Printed Books des British Museum ein und wechselte zum 1. Januar 1930 in die Unterabteilung für orientalische Drucke und Zeichnungen unter Laurence Binyon, die 1933 zum Department of Oriental Antiquities wurde mit Robert Lockhart Hobson als Leiter, wo er 1940 stellvertretender Abteilungsleiter und 1946 Abteilungsleiter wurde. In seiner Amtszeit verwaltete er den Personalbestand, die Sammlungen und Akquisitionen und kuratierte Sonderausstellungen, bei denen die eigenen Sammlungen der Abteilung sowie öffentliche und private Bestände zum Einsatz kamen.
Der Archäologe Roman Ghirshman lud Gray 1951 in den Iran ein, um die Ausgrabungen von Susa zu studieren. Weitere Besuche im Iran umfassten Vorträge des Iranischen Instituts und des British Council in Isfahan, Täbris und Maschhad, und für Schiras drängte er als Mitglied des Leitungsgremiums des Iranischen Instituts auf Untersuchungen des Farbstoffhandels zwischen dem Persischen Golf und China.
Er wurde 1968 vorübergehend zum Direktor des British Museum ernannt und trat 1969 in den Ruhestand. Im Ruhestand konzentrierte er sich auf die Beziehungen zwischen chinesischer Keramik und persischer Malerei. Er wurde 1969 Vizepräsident des British Institute of Persian Studies, leitete 1972 den Sechsten Internationalen Kongress für Iranische Kunst und Archäologie in Oxford und wurde 1983 Präsident der Societas Iranologica Europaea.
Basil Gray starb am 10. Juni 1989 und ist auf dem Kirchhof von Long Wittenham, Oxfordshire, begraben.

## Familie
1933 heiratete Basil Gray die Kalligraphin Nicolete Mary Binyon (1911–1997), Tochter seines Vorgesetzten Laurence Binyon. Aus der Ehe gingen fünf Kinder hervor darunter die Kunsthistorikerin Camilla Gray.

## Ehrungen
- 1957 Commander of the Order of the British Empire (CBE)
- 1966 Mitglied der British Academy (FBA)
- 1969 Companion of the Order of the Bath (CB)

Eine Kuratorenstelle in der Asienabteilung des British Museum ist nach Gray benannt.

## Publikationen
- mit Laurence Binyon, James Vere Stewart Wilkinson: Persian miniature painting: including a critical and descriptive catalogue of the miniatures exhibited at Burlington House January - March, 1931. Oxford University Press, London 1933
- mit Leigh Ashton: Chinese Art. Faber and Faber, London 1935
- Japanese Woodcuts. Cassirer, Oxford 1948
  - Deutsch: Japanische Farbenholzschnitte. Juncker, Berlin 1957
- Treasures of Indian miniatures in the Bikaner Palace collection, Cassirer, Oxford 1951
- Early Chinese pottery and porcelain (Faber monographs on pottery and porcelain series). Faber and Faber, London 1953
- Japanese Screen Painting (The Faber gallery of oriental art)- Faber and Faber, London 1955
- Rajput Painting (The Faber gallery of oriental art).- Faber and Faber, London 1958
- Buddhist Cave Paintings at Tun-huang. University of Chicago Press, Chicago 1959 (Digitalisat)
- Persian Painting (= Treasures of Asia. Band 2). Skira, Genf 1961
  - deutsch: Persische Malerei (= Die Kunstschätze Asiens. Band 2). Skira, Genf 1961
- Persian miniatures from ancient manuscripts (Fontana Unesco art books). Collins, London 1962 
  - deutsch: Frühe persische Miniaturen der Königlichen Bibliothek in Teheran (Unesco-Taschenbücher der Kunst).  Piper, München 1962
- mit Douglas Barrett: Painting of India (= Treasures of Asia. Band 5). Skira, Genf 1963
  - deutsch: Indische Malerei (= Die Kunstschätze Asiens. Band 5). Skira, Genf 1963
- The ceramic art of China. An exhibition organised by The Arts Council of Great Britain and The Oriental Ceramic Society to commemorate the founding of the Society in 1921; June 9th to July 25th 1971, The Victoria and Albert Museum. London 1971
- mit B W. Robinson: The Persian art of the book. Catalogue of an exhibition held at the Bodleian Library to mark the sixth International Congress of Iranian Art and Archaeology. Bodleian Library, Oxford 1972
- mit David Talbot Rice: Illustrations to the "World History" of Rashid Al-Din. Edinburgh University Press, Edinburgh 1976, ISBN 0-85224-271-9
- (Hrsg.): The Arts of the Book in Central Asia. 14th-16th Centuries, Serinda Publications, London 1979, ISBN 0-906026-02-4
- (Hrsg.): The arts of India. Phaidon, Oxford 1981, ISBN 0-7148-2150-0
- Sung Porcelain and Stoneware (The Faber monographs on pottery & porcelain). Faber and Faber, London 1984, ISBN 0-571-13048-8